# George Sand (miniserie televisiva)
George Sand è uno sceneggiato televisivo di produzione italiana che racconta la vita della scrittrice francese George Sand. Composto da 4 puntate, è stato scritto da Giorgio Albertazzi, Angela Bianchini, Massimo Franciosa e diretto da 
Giorgio Albertazzi.

## Trama
Lo sceneggiato tratta la vita di Amantine Aurore Lucile Dupin, più nota con il nome d'arte di George Sand.

### Prima puntata -Nostra Signora di Nohant
Nella Parigi del 1851 la scrittrice George Sand è a teatro per festeggiare l'amica cantante Pauline Garcia. Con lei la figlia Solange, con il marito scultore Clésinger, e un gruppo di amici e artisti famosi: Turgenev e Delacroix. Arrivano i socialisti Blanc, Fleury e Aucante per annunciare il colpo di stato da parte di Luigi Napoleone, fattosi proclamare imperatore con il nome di Napoleone III. George Sand delude gli amici rifiutando di salire sulle barricate e si ritira a Nohant, nella casa dove è cresciuta.

### Seconda puntata -Tempo presente
George Sand, ritiratasi a Nehant, viene raggiunta da suo genero Clésinger, intenzionato a riprendersi la figlia Ninì come ritorsione dell'infedeltà della moglie Solange. Quella stessa notte George Sand ripensa al divorzio dal barone Casimir Dudevant, che le rimproverava non solo l'adulterio, ma soprattutto di essere andata a vivere da sola a Parigi e scrivere con lo pseudonimo maschile di George Sand. Divenuta pure famosa con i libri in cui sosteneva la possibilità per le donne di vivere indipendenti. 

### Terza puntata -I figli del secolo
Solange raggiunge la madre a Nehant. Le due donne ripensano al conflitto che le ha divise: l'amore di entrambe per Chopin. Ma le separa anche il fatto che Solange sa di non avere talento e che non sarebbe mai stata famosa quanto la madre. Intanto Nohant è sorvegliata dalla polizia e molti amici di George Sand sono stati arrestati con l'accusa di sovversione. George Sand si reca dal Prefetto mentre sono in corso manifestazioni a favore della repubblica.

### Quarta puntata -Il tempo ritrovato
George Sand ripensa al viaggio a Venezia con il giovane poeta Alfred de Musset e all'incontro con il veneto Pietro Pagello. C'è anche Gustave Flaubert che sottopone il manoscritto de L'educazione sentimentale alla famosa scrittrice che i contemporanei considerano «la più grande donna della sua epoca» (Victor Hugo), addirittura «un grande uomo» (Gustave Flaubert). Una George Sand, circondata da giovani donne, venute anche da lontano, per ascoltare colei che affermava: «Uguaglianza civile, uguaglianza nel matrimonio, uguaglianza nella famiglia (...) per trasformare la condizione della donna bisogna che la società sia radicalmente trasformata».

## Cast
- Elisabetta Pozzi: Solange
- Maurizio Gueli: Alfred d'Orsay
- Olga Karlatos: Pauline Garcia
- Giorgio Albertazzi: Miichel de Bourges
- Gabriele Antonini: Alexandre Manceau
- Giuliano Esperati: Émile Aucante
- Luca Dal Fabbro: Maurice
- Alberto Lionello: Gustav Flaubert
- Umberto Marino: Alfred de Musset
- Michele De Marchi: Eugène Lambert
- Rita Livesi: Marie
- Vittorio Duse: Pierre
- Silvia Collatina: Ninì
- Winni Riva: "Soulate"
- Luigi Pistilli: Casimir
- Marta Zoffoli: Aurore
- Andrea Bosic: Deschartres
- Daniele Griggio: Stephane de Grandsagne
- Gianni Felici: Aurélien de Seze
- Oreste Rizzini: Jules Néraud
- Fernando Cajati: Eugène Bethmont
- Guido Alberti: Presidente del Tribunale
- Giuliana Calandra: Marie de Rozières
- Giovanni Pallavicino: Pierre Lenoir
- Gianni Garko: Pagello
- Laura Morante: Titine